# Ericus Olai Plantin
Ericus Olai Plantin, född troligen i Umeå socken, Västerbottens län, död 7 november 1688 i Umeå socken, var en svensk präst.

## Biografi
Ericus Olai Plantin var son till kyrkoherden i Umeå Olaus Petri Niurenius och Magdalena Zachrisdotter Bure, samt bror till Zacharias Olai Plantin och Johan Plantin. 1649 inskrevs han vid Uppsala universitet, begav sig sedan till tyska universitet, och promoverades omkring 1656 till magister vid universitetet i Wittenberg. Tillbaka i Sverige fick han tjänst som predikant vid Rosenschantz regemente. Farbrodern, den tidigare landsförvisade Ericus Petri Niurenius, var vid tillfället kyrkoherde i Umeå, men avled 1661. Han utsågs efter denne till socknens kyrkoherde samt till inspektor över skolorna i Umeå och Lycksele.
1675 var Plantin ombud för prästerna vid kröningen i Uppsala av Karl XI.
Hans första hustru var syster till Abraham Laurentii Burman, och den andra hette Margareta Teet. Sonen Olof adlades Plantenstedt.